# Vladimir Kopicl
Œuvres principales
- Aer (1978)

Compléments
- Ancien étudiant de l'université de Novi Sad

Vladimir Kopicl (en serbe cyrillique : Владимир Копицл ; né en 1949 à Đeneral Janković) est un poète, un critique dramatique, un éditeur, un traducteur et un plasticien serbe. Il a remporté plusieurs prix récompensant son œuvre poétique.

## Biographie
Né à Đeneral Janković, aujourd'hui Elez Han, au Kosovo, Vladimir Kopicl sort diplômé de l'université de Novi Sad. Il pratique l'art conceptuel et écrit de la poésie. Il a été membre du groupe KÔD, rédacteur en chef du magazine Tribina mladih (La Tribune de la jeunesse), membre du comité éditorial du magazine Index. De 1981 à 1994, il a été rédacteur de la Chronique de la Matica srpska, publiée par la Matica srpska de Novi Sad, la plus ancienne institution culturelle de Serbie.
En 2011-2012, il a été directeur du Musée d'art contemporain de Voïvodine à Novi Sad.

## Quelques œuvres
Parmi les œuvres de Vladimir Kopicl, on peut citer :
Poésie
- Aer, Matica srpska, Novi Sad, 1978.
- Parafraze puta, Matica srpska, Novi Sad, 1980.
- Gladni lavovi, Književna zajednica Novog Sada, 1985.
- Vapaji & konstrukcije, Matica srpska, Novi Sad, 1986.
- Pitanje poze, Matica srpska, 1992.
- Prikaze, Matica srpska, 1995.
- Klisurine, Narodna knjiga, Belgrade, 2002.
- Pesme smrti i razonode, Orpheus, 2002.
- Smernice, Biblioteka Svetozar Marković, 2006.
- Promašaji, Bibliothèque nationale Stefan Prvovenčani, Povelja, 2008.
- Sovin izbor, Bibliothèque municipale Vladislav Petković Dis, 2008.
- 27 pesama : tenkovi & lune, Centre culturel de Novi Sad, 2011  (ISBN 978-8679312129).
- Nesvršeno, Arka, 2011  (ISBN 978-6081001396).
- Tufne, 2013.
- H&Q, anti-roman en forme de haïkus, Arhipelag, 2014  (ISBN 978-8652300907).
- Format zveri, Arhipelag, 2015  (ISBN 978-8652301638).

Essais
- Mehanički patak, digitalna patka, Narodna knjiga, 2003.
- Prizori iz nevidljivog, Narodna knjiga, 2006.

## Récompenses
- Prix Branko, 1979.
- Prix Sterijine, 1989.
- Prix DKV du livre de l'année, 2003.
- Prix Stevan Pešić, 2003.
- Prix ISTOK-ZAPAD, 2006.
- Prix Dis, 2008[5].
- Prix Desanka Maksimović, 2012[6],[7].